# Dave Bumpstead
David Bumpstead (6 tháng 11 năm 1935 – 26 tháng 8 năm 2017) là một cầu thủ bóng đá người Anh thi đấu ở vị trí hậu vệ tại Football League, đáng chú ý là cho Bristol Rovers F.C..